# Verrières-en-Anjou
Verrières-en-Anjou é uma comuna francesa na região administrativa da Pays de la Loire, no departamento de Maine-et-Loire. Estende-se por uma área de 24,83 km². Em 2010 a comuna tinha 7 659 habitantes (densidade: 308,5 hab./km²).
A municipalidade foi estabelecida em 1 de janeiro de 2016 e consiste na fusão das antigas comunas de Saint-Sylvain-d'Anjou e Pellouailles-les-Vignes.